# Olavi Salsola
Olavi Armas Tapani Salsola  (né le 26 décembre 1933 à Keuruu et mort le 8 octobre 1995 à Rauma) est un athlète finlandais spécialiste du demi-fond. 

## Biographie
Le 11 juillet 1957 à Turku, en compagnie d'Olavi Salonen (dans le même temps) et d'Olavi Vuorisalo (un centième derrière), il établit un nouveau record du monde du 1 500 mètres en 3 min 40 s 2[réf. nécessaire].

## Records
| Épreuve      | Performance  | Lieu  | Date            |
| ------------ | ------------ | ----- | --------------- |
| 1 500 mètres | 3 min 40 s 2 | Turku | 11 juillet 1957 |